# أوتو جروس
أوتو جروس (بالألمانية: Otto Groß)‏ هو سباح ألماني، ولد في 12 يناير 1890 في كارلسروه في ألمانيا، وتوفي في 16 أكتوبر 1964.

## وصلات خارجية
- أوتو جروس على موقع اللجنة الأولمبية الدولية (الإنجليزية)
- أوتو جروس على موقع أوليمبيديا (الإنجليزية)